# Opava (flod)
Opava (polsk: Opawa, tysk: Oppa) er en flod der løber i det nordøstlige Tjekkiet, en venstre biflod til floden Oder. Den kommer fra sammenløbet af Bílá (hvid), Střední (midt) og Černá (sort) Opava i Vrbno pod Pradědem og løber over 110 km til Oder ved Ostrava, hvor den på en strækning på omkring 25 km danner grænsen til Polen. Dens afvandingsareal er omkring 2.090 km2, heraf 1.814 km2 i Tjekkiet.
Efter den første Schlesiske krig blev Opava i hertugdømmet Troppau ifølge betingelserne i Breslau-traktaten i 1742 grænsen mellem det østrigske og det preussiske Schlesien (den senere provins Schlesien 1815 til 1919). Efter 1. verdenskrig blev afgrænsningen bekræftet af Saint-Germain-traktaten fra 1919 som grænsen mellem Tjekkoslovakiet (Tjekkiet Schlesien) og Den Anden polske republik.

## Byer
- Vrbno pod Pradědem
- Krnov
- Opava
- Kravaře
- Ostrava